# بطولة أوروبا للألعاب المائية 1934
بطولة أوروبا للألعاب المائية 1934 هو الموسم الرابع من بطولة أوروبا للألعاب المائية، عقد في الفترة 12–19 أغسطس من 1934، وجرت المنافسات في مدينة ماغديبورغ، ألمانيا، ونظمت من قبل الاتحاد الأوروبي للسباحة.

## النتائج
| م        | الذهبية | الفضية | البرونزية |
| -------- | ------- | ------ | --------- |
| الفائزين | ألمانيا | هولندا | المجر     |